# 物権的請求権
物権的請求権（、独: dinglicher Anspruch）とは、物権の内容を実現するために認められる請求権をいう。物上請求権とも。
- 日本の民法について以下では、条数のみ記載する。

## 概説
物権とは、直接的に物を支配する権利である。しかしながら、他人により物権が侵害されることも起こりうるため、その侵害の排除を物権に基づいて相手方に請求する権利が物権的請求権である。但し、物権的請求権によって排除請求できる侵害には、不法性が必要で、正当な権限を有する使用者を物権的請求権によって排除することはできない。排除請求に必要な不法性は、侵害状態が継続しているという不法性があれば足り、侵害状態が生じる発端において故意や過失の存在は必要としない。また、盗難車が放置されることによって他人の土地所有権に侵害が生じた場合における車の所有者のように、故意や過失が無く、単に所有者であることを理由として課される不法行為責任によっても、排除請求を受ける者として該当する。排除請求を受ける者は、他人の土地で侵害状態を生じさせている物体の所有権を放棄したとしても、その物体が他人の土地を侵害する状況にある限り、排除請求を受ける立場から免れることはできない。
物権的請求権は登記の対抗力及び物権の排他性ゆえに侵害による不法行為を当然に排除する請求権として解される。債権であっても、登記や明認方法によって対抗力を有し、かつ、排他的な物権的性質を持つ場合は、物権的請求権を行使できる。物権的請求権の実定法上の根拠としては、ドイツ民法では所有権や地上権などに明文の規定がある。
日本の民法では所有権などに基づく物権的請求権については、民法第709条（不法行為）の規定と登記の対抗力、及び物権の性質である排他性によるものであると説明されるほか、第202条に「本権の訴え」として存在が示されている。なお、物権的請求権と占有回収の訴え（占有訴権）との関係が問題となり、占有の訴えは事実状態たる占有の保護を目的とするもので本権に基づく物権的請求権とは性質を異にするものであるとする説もあるが、いずれも物権の直接的支配を保護する権利であることなどから占有の訴えも広い意味において物権的請求権の一種であるとみる説が多数説とされる（後者の見解に立てば日本の民法は占有権についてのみ物権的請求権を規定しているという説明になる）。
講学上は物権的請求権については、物権及び物権的な権利の一般的な効力として、占有の訴えについては占有権の効力として論じられることが多いため、占有の訴えについては占有権#占有訴権に譲り、本項では特に所有権など本権の効力として認められている民法上の「本権の訴え」を軸に説明する。

## 内容
物権的請求権には、物権的返還請求権、物権的妨害排除請求権、物権的妨害予防請求権、引取請求権の4つがある。このうち日本で認められるのは前三者のみである。これらは所有権に基づく場合には、それぞれ所有物返還請求権、所有物妨害排除請求権、所有物妨害予防請求権と概念づけられることになる。なお、物権的妨害排除請求権、物権的妨害予防請求権につき現実の妨害と危殆化した妨害以上の差はなく区別する意義に乏しいとの見解があるが、さしあたりここでは従来の通説に従って解説する。
返還請求権
自己の所有する土地を他人が権原なく占拠する場合に、所有物返還請求権により、土地を取りもどすことができる。典型的な物権的返還請求権の一例である。なお、所有物返還請求権のほか、占有回収の訴え（200条）によっても土地を取り戻すことはできる場合があり、このような場合にいずれの方法によるかは当事者の意思に委ねられる。
不法占拠された土地を所有者が自力で取り戻した場合は、不法占拠者であっても占有回収の訴えにより土地を取り戻そうとする場合がある。この場合は、元の占有権の存在が争点であるから、所有権の存在を根拠とする返還請求権を抗弁として用いることはできない（202条）。ただし、所有権に基づく反訴は認められる（最判昭40・3・4民集19巻2号197頁）。
妨害排除請求権
物権者は自己の物権の実現が妨げられている場合に、その妨害を取り除くよう請求することができる。
抵当権者から抵当の目的である土地上の樹木の伐採の禁止を請求する場合や、廃棄物を不法投棄された土地の所有者が原状回復を請求する場合等がある。
妨害予防請求権
物権者は自己の物権が妨害されるおそれがある場合に、そのおそれを取り除くよう請求することができ、この請求権を物権的妨害予防請求権という。妨害が現実化しているか否かによって妨害排除請求権と区別される。
妨害排除請求権または妨害予防請求権を裁判所の手続きで主張するとしても、請求者が本案訴訟で勝訴判決を得て債務名義により強制執行で満足を得るまで時間をかけてしまうと、請求者に生ずる著しい損害又は急迫の危険が避けられない場合がある。このとき請求者は「仮の地位を定める仮処分命令」を裁判所に出してもらうよう申し立てることができる（民事保全法第23条第2項）。これに対して債務者（民事保全法にいう「債務者」はこの場合請求された当事者）が本案訴訟で解決するために「起訴命令の申立て」をすると、債権者（民事保全法にいう「債権者」はこの場合請求者）は本案訴訟を提起して物権の帰属等を証明することになる。起訴命令があったのに相当の期間内に提起しなければ仮処分が取り消されてしまう（民事保全法第37条）。なお、債権者が本案訴訟を提起したのに敗訴すると、債務者は債権者に対して不法行為損害賠償請求をすることができる。

## 費用負担
物権的請求権の行使により、誰が排除に要する費用を負担をするかについては議論がある。例えば、Xの家の木が地震で倒れ、隣人Yの土地に横たわってしまった場合などがよく事例として取り上げられる。
この場合、Xは木の所有権に基づく返還請求権を行使できるのに対し、土地の所有者は土地の所有権に基づく妨害排除請求権を行使することが考えられる。
行為請求権説
請求権は双方とも行為を請求する権利であるという説である。請求権行使を受けた側が、木の運び出しに要する費用を負担する考え方で判例の立場。信義則や不法行為の細かな主張をせずに、単に請求権の主張のみによる争いとなった場合は、早いもの勝ちとなり、請求された側が運び出し費用を負担しなければならなくなる。
補正行為請求説
通説の立場である。請求権は原則として相手方に行為を請求する権利であるとするが、相手方の行為によらないで目的物が相手方の支配下に入った場合には例外として、自らが行う回復行為の認容を請求するにとどまる。
忍容請求権説
請求権は双方とも自らが行う回復行為の認容を請求する権利であるとする説。請求権を提起し勝訴することによって、自らの費用で木の運び出しが可能となる。現実の回復のためには、請求権の主張とは別に不法行為等の主張によって必要な費用の負担を相手方に請求する必要がある。